# Mioclono
Il mioclono (dal gr. μῦς, mys, "muscolo", e κλόνος, klónos, "scossa"), detto anche mioclonia (o miochimia quando si ha un’attività ripetitiva di un’unità motoria), è una breve e involontaria contrazione (spasmo) di un muscolo o di un gruppo di muscoli. Esso è un "segno medico" (e non un sintomo) e, generalmente, da solo non è la manifestazione di una malattia. Si tratta di una discinesia. Le miochimie si distinguono dalla fascicolazione in quanto sono più visibili, più regolari e spesso sono ripetitive, o conseguenti a sforzo e a crampi.
Gli spasmi mioclonici sono solitamente causati da un'improvvisa contrazione muscolare; essi possono manifestarsi anche come una breve assenza di contrazione. Le contrazioni sono chiamate mioclono positivo, i rilassamenti mioclono negativo. Il momento più comune in cui una persona può andarvi incontro è all'inizio del sonno, nella fase di addormentamento. Gli spasmi mioclonici sono però anche sintomo di disturbi neurologici. Anche il singhiozzo è una forma di spasmo mioclonico che riguarda il diaframma.
Gli spasmi mioclonici possono ricorrere singoli o in sequenza, con uno "schema" o senza, raramente o diverse volte al minuto. Molto spesso il mioclono è uno dei molti sintomi di diversi disturbi del sistema nervoso tra cui la sclerosi multipla, la malattia di Parkinson, la malattia di Alzheimer, la panencefalite subacuta sclerosante, la malattia di Creutzfeldt-Jakob e alcune forme di epilessia, nonché un sintomo neuromuscolare della sindrome da astinenza da alcol, di tetania, distonia mioclonica, sindrome opsoclono mioclono, mioclono essenziale e di stress psicofisico.
Anatomicamente, il mioclono può avere origine dalla corteccia cerebrale, dalla subcorteccia o dal midollo spinale. La presenza del mioclono al di sopra del foramen magnum esclude il mioclono spinale, ma per una localizzazione più precisa sono necessari un'elettromiografia (EMG) e un'elettroencefalografia (EEG).

## Sintomi
Le convulsioni miocloniche possono essere definite come "salti". Esse sono causate da una rapida contrazione e successivo rilassamento dei muscoli. Anche persone non affette da epilessia possono soffrire di simili spasmi sotto forma di singhiozzo o brevi contrazioni; sono del tutto normali.
In soggetti con epilessia, le convulsioni miocloniche causano contrazioni anormali in entrambi i lati del corpo e nello stesso momento. In epilessie riflesse, le convulsioni possono essere causate da luci lampeggianti o da altre cause ambientali (epilessia fotosensibile).
Esempi familiari di convulsioni miocloniche sono il singhiozzo e lo spasmo ipnico (o contrazione ipnica) che alcune persone manifestano quando si accingono a dormire. Un simile spasmo, ma comunque diverso, avviene in alcuni casi durante la meditazione. Gravi casi di mioclono patologico possono distorcere seriamente la capacità di mangiare, parlare e camminare.

## Tipi
Nell'epilessia mioclonica infantile le convulsioni coinvolgono il collo, le spalle e le braccia. Questi attacchi avvengono di solito poco dopo il risveglio.
In rari casi gli spasmi mioclonici possono essere sintomo della sindrome di Lennox-Gastaut, in questo caso essi sono molto forti e difficili da controllare.
L'epilessia mioclonica progressiva comprende convulsioni sia miocloniche sia tonico-cloniche. Il trattamento non è di solito efficace per un periodo di tempo prolungato. Classificare i diversi tipi di mioclono è difficile perché le cause, gli effetti e le risposte alle terapie variano ampiamente. Qui ci sono i tipi descritti più comunemente:
- Il mioclono d'azione è caratterizzato da spasmi muscolari provocati o intensificati da movimenti volontari o persino dall'intenzione di muoversi. Può essere peggiorato da tentativi di movimento preciso e coordinato. Il mioclono d'azione è la forma più disabilitante e può colpire le gambe, le braccia, la faccia e addirittura la voce. Questa forma di mioclono deriva da un danno cerebrale provocato da una mancanza di ossigeno nella respirazione o da un'interruzione del flusso sanguigno a causa di un arresto cardiaco.
- Il mioclono corticale riflesso è considerato un tipo di epilessia che ha origine nella corteccia cerebrale, lo strato più esterno (o materia grigia) del cervello, responsabile di buona parte dell'elaborazione delle informazioni che avviene nel cervello. In questo tipo di mioclono, gli spasmi di solito riguardano pochi muscoli in una sola parte del corpo (possono sempre capitare spasmi che coinvolgono più muscoli). Il mioclono corticale riflesso può essere intensificato quando la persona prova a eseguire particolari movimenti o percepisce determinate sensazioni.
- Il mioclono essenziale si presenta in assenza di epilessia o di altre anormalità al cervello o al sistema nervoso. Esso si manifesta casualmente in persone senza "storia familiare" (idiopatico) ma può anche apparire tra i membri di una stessa famiglia, indicando che qualche volta può essere un disturbo ereditario (distonia mioclonica genetica di tipo DYT11). Il mioclono essenziale tende a essere stabile nel tempo senza peggiorare di intensità. Alcuni scienziati ipotizzano che alcune forme possono essere un tipo di epilessia senza cause conosciute.
- Il mioclono palatale è una contrazione ritmica e regolare di uno o di entrambi i lati del palato molle. Queste contrazioni possono essere accompagnate da miocloni in altri muscoli, compresi quelli della faccia, della lingua, della gola e del diaframma. Le contrazioni sono molto rapide (fino a 150 al minuto) e possono persistere anche durante il sonno. La malattia di solito compare in età adulta e può durare indefinitamente. Le persone con il mioclono palatale lo considerano un problema di poca importanza, benché occasionalmente lamentino un suono (un "click") nelle orecchie quando si contraggono i muscoli del palato.
- Il mioclono palpebrale viene avvertito come una pulsazione ripetuta delle palpebre; ha una manifestazione innocua di breve durata ma gli episodi possono protrarsi anche per alcuni giorni, risultando fastidiosi. È in genere associato a condizioni di stress.
- L'epilessia mioclonica progressiva (PME) è un insieme di malattie caratterizzate da mioclono, convulsioni epilettiche e altri gravi sintomi come problemi nel camminare e nel parlare. Questi disordini spesso peggiorano nel tempo e a volte sono fatali. Gli studi hanno identificato almeno tre forme di PME. La malattia di Lafora è ereditata come un disturbo autosomatico recessivo, il che significa che la malattia si manifesta soltanto quando il bambino eredita due copie del gene "difettoso", uno da ciascun genitore. La malattia di Lafora è caratterizzata da mioclono, convulsioni epilettiche e demenza (progressiva perdita della memoria e delle altre funzioni intellettive). Un secondo gruppo di PME appartenente alla classe delle malattie cerebrali comporta solitamente mioclono, problemi visivi, demenza e distonia (contrazioni muscolari sostenute che causano movimenti contorti o posture anormali). Un ulteriore gruppo di PME, della classe delle degenerazioni sistematiche, spesso è caratterizzato da mioclono d'azione, convulsioni, con problemi nell'equilibrio e nel camminare. Molte di queste malattie iniziano nell'infanzia o nell'adolescenza.
- Il mioclono reticolare riflesso si pensa che sia un tipo di epilessia generalizzata che ha origine nel tronco encefalico, la parte del cervello che si collega al midollo spinale e controlla funzioni vitali come il respiro e il battito cardiaco. Gli spasmi mioclonici di solito colpiscono l'intero corpo e i muscoli da entrambi i lati contemporaneamente. In alcune persone essi colpiscono solo in una parte, come le gambe, con tutti i muscoli di quella parte coinvolti nello spasmo. Il mioclono reticolare riflesso può essere innescato sia da un movimento volontario sia da uno stimolo esterno.
- Il mioclono stimolo-sensibile è innescato da una varietà di eventi esterni come rumore, movimento e luce. La sorpresa può aumentare la sensibilità del soggetto.
- Il mioclono notturno si presenta durante la fase iniziale del sonno, specialmente nel momento di cadere addormentato. Alcune forme sembrano essere stimolo-sensibili. Le persone colpite da mioclono notturno raramente ne sono infastidite o richiedono un trattamento. Comunque esso può essere il sintomo di disturbi del sonno più complessi come la sindrome delle gambe senza riposo che possono richiedere la cura di un medico.

## Cause
Il mioclono può svilupparsi in risposta a un'infezione, a un trauma cervicale o spinale (lesione spinale, mielopatia), un ictus, un tumore cerebrale, un'insufficienza renale o epatica, oppure in seguito a un problema nello smaltimento dei grassi, a un avvelenamento da droghe o sostanze chimiche o metalli pesanti, o essere causato da farmaci (iatrogeno) o disturbi elettrolitici. La prolungata carenza di ossigeno nel cervello, chiamata ipossia, può portare al mioclono post-ipossico. Il mioclono può manifestarsi da solo, ma di solito è uno dei diversi sintomi di un problema al sistema nervoso. Gli spasmi mioclonici si generano soprattutto in persone malate di epilessia, un disturbo in cui l'attività elettrica nel cervello è alterata e porta alle convulsioni. Può essere causato da malattie come sclerosi multipla, da radicolopatia, neuropatia, encefalite, neuroborreliosi, compressione meccanica del nervo (anche temporanea), malattia di Parkinson, malattia di Alzheimer, degenerazione cortico-basale, panencefalite subacuta sclerosante, malattia di Creutzfeldt-Jakob, sindrome di Isaacs, sindrome dell'uomo rigido, sindrome di astinenza da alcol, tetania, spasmofilia, fibromialgia, ipotiroidismo e ipertiroidismo, stress psicofisico (mioclono psicogenico), o essere idiopatico/congenito (mioclono essenziale, poliminimioclono idiopatico) in maniera analoga al tremore essenziale.

## Fisiopatologia
Sebbene alcuni tipi di mioclono siano causati da traumi al sistema nervoso periferico, la maggior parte di essi avviene a causa di un danno al sistema nervoso centrale. Gli studi riportano che in un mioclono sono coinvolte diverse aree del cervello. Una di esse è, per esempio, il tronco encefalico, il quale è vicino alle strutture per la "risposta di trasalimento" (startle response), una reazione automatica a uno stimolo inaspettato che comporta una rapida contrazione muscolare.
I meccanismi di fondo che stanno dietro al mioclono non sono ancora del tutto chiari. Gli scienziati ritengono che alcuni tipi di mioclono stimolo-sensibili possano comportare una "iper-eccitabilità" delle parti del cervello che controllano il movimento. Queste parti sono interconnesse in una serie di "anelli di retroazione" (feedback loops) chiamati percorsi motori. Essi facilitano e regolano la comunicazione tra il cervello e i muscoli. Gli elementi chiave di queste comunicazioni sono sostanze chimiche note come neurotrasmettitori, che portano i messaggi da una cellula nervosa, o neurone, a un'altra. I neurotrasmettitori sono rilasciati dai neuroni e si attaccano ai recettori delle cellule vicine. Alcuni neurotrasmettitori possono rendere più sensibile la cellula ricevente, mentre altri la rendono meno sensibile. Studi di laboratorio ipotizzano che squilibri di queste sostanze chimiche possano essere alla base del mioclono.
Alcuni ricercatori sostengono che l'anormalità o la carenza di alcuni neurotrasmettitori nei recettori può contribuire ad alcune forme di mioclono. I recettori che sembrerebbero essere collegati al mioclono includono quelli per due importanti neurotrasmettitori inibitori: la serotonina che porta vasocostrizione e conduce al sonno, e l'acido γ-amminobutirrico (GABA) che aiuta il cervello a mantenere il controllo dei muscoli. Altri recettori legati al mioclono sono quelli per gli oppiacei, droghe che inducono al sonno, e per la glicina, un neurotrasmettitore inibitore che è importante per il controllo delle funzioni motorie e sensoriali nel midollo spinale. Sono però necessarie ulteriori ricerche per determinare in quale modo queste anormalità dei recettori possono causare o contribuire al mioclono.

## Cura
Il trattamento del mioclono si focalizza sui medicinali che aiutano a ridurre i sintomi. Il principale farmaco per trattare il mioclono, soprattutto alcuni tipi di mioclono d'azione, è il clonazepam, un tranquillante. Il dosaggio di clonazepam è di solito incrementato fino a che il paziente migliora o fino a quando gli effetti collaterali diventano nocivi (sonnolenza e perdita di coordinazione sono i più comuni). Gli effetti vantaggiosi del medicinale possono diminuire nel tempo se la persona sviluppa tolleranza allo stesso.
Alcuni dei medicinali usati per il mioclono, come i barbiturici, la fenitoina e il primidone sono anche usati per trattare l'epilessia. I barbiturici rallentano il sistema nervoso centrale e provocano tranquillità ed effetti anticonvulsivi. La fenitoina e il primidone sono efficaci farmaci anticonvulsivi, sebbene la fenitoina possa causare insufficienza epatica o avere altri effetti dannosi a lungo termine in pazienti affetti da PME. Il sodio valproato è una terapia alternativa per il mioclono e può essere usata sia da sola sia in combinazione con il clonazepam. Benché entrambi abbiano efficacia nei casi di mioclono, alcune persone hanno reazioni avverse nei confronti di questi farmaci.
Alcuni studi hanno mostrato che dosi di 5-idrossitriptofano (5-HTP), aumentando il livello di serotonina, portano al miglioramento del mioclono d'azione e della PME. D'altra parte, studi diversi dimostrano che la terapia con 5-HTP non è efficace in tutti i pazienti e in certi casi può peggiorarne le condizioni. Queste differenze nel trattamento non sono ancora state spiegate ma possono offrire importanti indizi sulle anormalità di fondo sui recettori di serotonina.
Le complesse origini del mioclono possono richiedere l'utilizzo di più farmaci per un trattamento efficace. Sebbene alcuni di essi abbiano un effetto limitato se assunti singolarmente, possono averne uno decisamente superiore se uniti a farmaci che agiscono su diversi percorsi o meccanismi del cervello. In alcune persone l'efficacia dei farmaci antimioclonici può essere incrementata da terapie ormonali. Combinando diversi medicinali gli scienziati sperano comunque di raggiungere un controllo sempre migliore dei sintomi mioclonici.

## Prognosi
Anche se il mioclono non è una malattia mortale, esso può portare a un grave indebolimento.